# Rhetinantha pastorellii
Rhetinantha pastorellii är en orkidéart som först beskrevs av David Edward Bennett och Eric Alston Christenson, och fick sitt nu gällande namn av Mario Alberto Blanco. Rhetinantha pastorellii ingår i släktet Rhetinantha och familjen orkidéer.
Artens utbredningsområde är Peru. Inga underarter finns listade i Catalogue of Life.